# Сімейна справа (фільм, 2024)
Сімейна справа (англ. A Family Affair) — американська романтична комедія 2024 року режисера Річарда ЛаГравенезе за сценарієм Керрі Соломон. У фільмі зіграли Ніколь Кідман, Зак Ефрон, Джої Кінг, Ліза Коші та Кеті Бейтс. Фільм розповідає про овдовілу письменницю, яка починає стосунки з молодим актором, на якого працює її дочка. Його випустив Netflix 28 червня 2024 року.

## Сюжет
24-річна Зара, особиста помічниця поглиненої собою голлівудської зірки Кріса Коула, втомилася від того, що її недооцінюють. Від неї очікується, що вона допоможе йому, коли він пориває з жінками, і він не прислухається до її поради, щоб запропонувати іншому сценаристу переписати поганий сценарій. Коли Кріс змінює перед нею код воріт, коли вона розмовляє з письменником, Зара звільняється.
Через деякий час Кріс приходить до Зариного дому, щоб запропонувати їй посаду асистента продюсера, оскільки він сумує за нею, але натомість знаходить її овдовілу матір-письменницю Брук, оскільки Зара виконує доручення. Вирішивши почекати її, він пояснює Брук, що його сценарій поганий, і незабаром вони стають ладити один з одним. Коли Зара повертається, вона мимоволі знаходить Брук і Кріса, які займаються сексом.
Кріс обіцяє Зарі, що це більше не повториться, тож Зара повертається працювати на нього як асоційований продюсер. Він запрошує Брук на вечерю, і вони знову зближуються.
Зара дізнається, що Кріс найняв Брук як свого нового сценариста, і стикається з ними на гала-концерті. Брук каже, що щаслива з Крісом і не була такою щасливою з тих пір, як була зі своїм чоловіком, не зважаючи на біль доньки та її занепокоєння, що він завдасть Брук болю, як він часто робить з фанатками, які зустрічаються з ним.
Сім'я та Кріс відвідують будинок свекрухи Брук, Лейли, на Різдво. Лейла переконує Зару дозволити її мамі повеселитися. Брук розповідає своїй свекрусі, що у неї були проблеми у стосунках із батьком Зари ще до його смерті, і Зара підслуховує цю розмову. Пізніше, складаючи сумки в машину, Зара помічає діамантові сережки в сумці Кріса.
Вдома Зара розповідає Брук і Крісу, наскільки поганий Кріс, стверджуючи, що він купує однакові сережки для всіх, з ким розходиться, і вже має готову пару. Це одкровення спонукає Брук попросити Кріса піти.
Пізніше в студії Зару просять знайти Кріса, який засмучений і самотній. Кріс довіряється їй, висловлюючи сумнів щодо ролі хорошого хлопця. Він уточнює, що не планував розлучатися з Брук; він просто забув, що сережки були в його сумці, тому що він часто розриває стосунки імпульсивно. Потім Зара йде до Брук, визнаючи, що була не права щодо Кріса, але Брук відмовляється слухати.
Зара організовує зустріч між нею, Крісом і Брук у супермаркеті, пояснює свою помилку та вибачається перед ними. Після цього примирення Кріс і Брук знову сходяться. Через рік їхні стосунки все ще міцні. Зара отримала подальше підвищення як продюсер, який працює з Крісом, і їхні стосунки також міцні.

## Акторський склад
- Ніколь Кідман — письменниця Брук Харвуд
- Зак Ефрон — Кріс Коул
- Джої Кінг — Зара Форд, донька Брук
- Ліза Коші — Євгенія
- Кеті Бейтс — Лейла Форд, свекруха Брук і бабуся Зари

## Виробництво

### Розробка
14 червня 2022 року було оголошено, що Ніколь Кідман, Зак Ефрон і Джої Кінг зіграють три головні ролі. 2 серпня 2022 року було повідомлено, що Кеті Бейтс і Ліза Коші приєднаються до акторського складу.
У рекламному інтерв'ю Ефрон заявив, що назвою робочого сценарію фільму була «Motherfucker», яка, як уточнила Кідман, була «запікана», при цьому обидва посміялися над назвою, яка тримала сценарій «на вершині купи». Формулювання було підчищено та включено до підпису автора на афіші фільму, як англ. A Motherf*&#er of a Love Story. Персонаж Джої Кінга був натхненний Памелою Ебді, подругою Річарда ЛаГравенезе, яка зараз є співголова та співгенеральний директор Warner Bros. Motion Picture Group.

### Зйомки
Зйомки проходили в Атланті з серпня по жовтень 2022 року.
На етапі пост-продакшну було проведено перезйомку за два вихідні на ринку «Trancas Country Market» у Малібу, штат Каліфорнія, після страйку Гільдії сценаристів Америки (2023) та страйку SAG-AFTRA (2023), щоб зафіксувати нову кінцівку.

## Реліз
Спочатку Netflix планував випустити «Сімейну справу» 17 листопада 2023 року. Однак випуск фільму було відкладено через вплив страйку SAG-AFTRA 2023 року на просування фільму. У квітні 2024 року було оголошено остаточну дату випуску — 28 червня 2024 року.

## Сприйняття

### Реакція критиків
На веб-сайті агрегатора рецензій Rotten Tomatoes 36 % із 98 відгуків критиків є позитивними із середнім рейтингом 4,8/10. Консенсус веб-сайту гласить: «Незважаючи на бажане повернення Зака Ефрона та Ніколь Кідман на територію романтичних комедій, „Сімейна справа“ надто сильно сперечається з власною тональністю, щоб вивищитись над своєю літанією кліше». Metacritic, який використовує середньозважене значення, призначив фільму 43 бали зі 100 на основі 23 критиків, що вказує на «змішані або середні» відгуки.
Томріс Лаффлі з Variety критикував фільм у різних аспектах, від акторської гри, як такий, що має «мало хімії», до режисури, як «дивно жорсткої та нудної», до постановочної конструкції як неавтентичної. Вільям Біббіані з TheWrap зазначив, що "фільм майже варто дивитися лише за магнетизм Зака Ефрона та Ніколь Кідман. Якщо під «майже» ви маєте на увазі «не зовсім». Таня Хусейн з Collider зазначила, що фільм «має труднощі в пошуку свєї опори і унікального стилю, ніколи не виділяючись, як попередні оригінальні фільми стрімінгу», він «ніколи не знаходить своєї автентичності» і «просто ніколи не відчувається природним».
Енджі Хан з The Hollywood Reporter похвалила гру Кідман і Ефрона як «пристойно солодку хімію, яка зовсім не схожа на ту непристойну динаміку, якою вони хизувалися в Газетярі». Піт Хаммонд з Deadline також зазначив, що головним моментом фільму стала хімія між Кідман і Ефроном, і що глядачі «миттєво повірили в хімію, незважаючи на 21-річну різницю у віці між двома зірками».
Незважаючи на зауваження, що фільм «не такий веселий, як спочатку обіцяє сюжет, і жодна зіркова сила не може це виправити», Мірейя Маллор із «Digital Spy» зазначила, що «Лейла (Кеті Бейтс), свекруха Брук і бабуся Зари, привертає на себе увагу в багатьох сценах» завдяки її «теплій» грі. Коулман Спілд з «The Daily Beast», з одного боку, розкритикував сценарій як одне з найслабших місць фільму, оскільки «баланс між комедією та драмою не є сильною стороною Соломон, а її сценарій стрибає між ними з розчаровуючою некомпетентністю». З іншого боку, він високо оцінив хімію між Кідман і Ефроном.
Карл Квінн із газети «The Sydney Morning Herald» оцінив фільм у 2 з половиною зірки та зазначив, що «зрештою, [фільм] схожий ні на що інше, як на краще спродюсовану та (здебільшого) краще зіграну версію свого роду ром-кому, які останніми роками стрімінг-продакшн викидає на ринок. Подивіться на заходи сонця, пляжі, вечері при свічках і нескінченні зміни костюмів. Це загальне, передбачуване, помірно приємне та миттєво забуте». Критик Джеймі Трам з ABC News сказав, що фільм «незрозумілим чином робить перспективу зустрічатися з відомим актором жахливо нудною. Стратегія цих фільмів, здається, менше стурбована демонстрацією його акторського таланту, а більше зосереджена на збиранні акторського складу, який може виглядати привабливо на мініатюрі. Кідман і Ефрон просто існують, щоб продавати ілюзію престижу».

### Реакція глядачів
Незважаючи на неоднозначні відгуки, фільм дебютував як № 1 серед фільмів власного виробництва Netflix у перші вихідні після його виходу, згідно з рейтингом внутрішнього щоденного чарту Netflix, опублікованого 1 липня 2024 року. Фільм зібрав 26,8 мільйона переглядів з моменту виходу 28 червня 2024 року. Відповідно до національного щоденного чарту Netflix, опублікованого 8 липня 2024 року, фільм стабільно займав 2 місце серед фільмів власного виробництва Netflix протягом других вихідних прокату. Він зібрав 31,9 мільйона переглядів за перший повний тиждень доступності. Фільм утримував 5-те місце на третьому та четвертому тижнях, отримавши додаткові 11,6 мільйона та 5,5 мільйона переглядів відповідно. На п'ятому тижні фільм посів сьоме місце, набравши додатково 3,3 мільйона переглядів.